# Селиванов, Евгений Алексеевич
Евгений Алексеевич Селиванов (1945—2012) — советский и российский учёный-медик, доктор медицинских наук, профессор; член-корреспондент РАМН (2000), действительный член Международной академии информатизации и Академии медико-технических наук.
Автор более 400 работ, включая монографии.

## Биография
Родился 19 ноября 1945 года в Хабаровском крае в семье ленинградских исследователей-полярников.
После окончания 1-го Ленинградского медицинского института им. академика И. П. Павлова (ныне Первый Санкт-Петербургский государственный медицинский университет имени академика И. П. Павлова), в 1971 году был принят на работу в Ленинградский НИИ гематологии и переливания крови Министерства здравоохранения РСФСР (в настоящее время Российский НИИ гематологии и трансфузиологии ФМБА России), где работал более 40 лет. Начал с младшего научного сотрудника лаборатории экспериментальной патологии. В 1976 году защитил кандидатскую диссертацию на тему «Водно-электролитный баланс при инфузионной терапии ожогового шока : Экспериментальное исследование». С 1979 года он руководил лабораторией препаратов крови, в 1985 году был назначен директором Российского НИИ гематологии и трансфузиологии.
В 1990 году защитил докторскую диссертацию и в 1995 году Селиванову было присвоено ученое звание профессора. Одновременно в 1998 году Евгений Алексеевич возглавил кафедру трансфузиологии и гематологии Санкт-Петербургской медицинской академии последипломного образования Минздрава РФ, где вёл подготовку врачей-гематологов и трансфузиологов. Под его руководством выполнены 7 докторских и 20 кандидатских диссертационных работ.
Занимаясь также общественной деятельностью, являлся экспертом Всемирной организации здравоохранения (группа по безопасности крови), Совета Европы (бюро комиссии по переливанию крови и иммуногематологии), членом Международного общества переливания крови и Американской ассоциации банков крови. Е. А. Селиванов был главным редактором научно-практического журнала «Трансфузиология», членом редколлегии журналов «Медицинский академический журнал», «Вестник службы крови России» и «Blood Banking and Transfusion Medicine».
Удостоен звания «Заслуженный деятель науки РФ».
Умер 31 октября 2012 года в Санкт-Петербурге. Был похоронен на Клинической дорожке Богословского кладбища Санкт-Петербурга.